# 13850 Erman
A 13850 Erman (ideiglenes jelöléssel 1999 XO88) a Naprendszer kisbolygóövében található aszteroida. A LINEAR projekt keretében fedezték fel 1999. december 7-én.